# Bertsch-Oceanview
Bertsch-Oceanview is een plaats in Del Norte County in Californië in de VS.

## Geografie
De totale oppervlakte bedraagt 15,3 km² (5,9 mijl²) waarvan 14,2 km² (5,5 mijl²) land is en 1,1 km² (0,4 mijl²) of 6,96% water is.

## Demografie
Volgens de census van 2000 bedroeg de bevolkingsdichtheid 157,4/km² (407,9/mijl²) en bedroeg het totale bevolkingsaantal 2238 dat bestond uit:
- 80,12% blanken
- 0,89% zwarten of Afrikaanse Amerikanen
- 9,61% inheemse Amerikanen
- 2,46% Aziaten
- 0,04% mensen afkomstig van eilanden in de Grote Oceaan
- 3,13% andere
- 3,75% twee of meer rassen
- 9,12% Spaans of Latino

Er waren 814 gezinnen en 570 families in Bertsch-Oceanview. De gemiddelde gezinsgrootte bedroeg 2,75.

## Plaatsen in de nabije omgeving
De onderstaande figuur toont nabijgelegen plaatsen in een straal van 40 km rond Bertsch-Oceanview.